# Little Farmer's Cay
Little Farmer's Cay är en ö i Bahamas.   Den ligger i distriktet Black Point District, i den sydöstra delen av landet, 160 km sydost om huvudstaden Nassau.